# Schizonycha insularis
Schizonycha insularis är en skalbaggsart som beskrevs av Hermann Julius Kolbe 1913. Schizonycha insularis ingår i släktet Schizonycha och familjen Melolonthidae. Inga underarter finns listade i Catalogue of Life.